# Voievodatul Opole
Voievodatul Opole (województwo opolskie în poloneză; Woiwodschaft Oppeln în germană) este cel mai mic dintre cele 16 voievodate ale Poloniei. E situat în sud-vestul țării, la frontieră cu Cehia, și coincide cu regiunea istorică Silezia Mijlocie (Mittelschlesien) sau Silezia Opoleană. Pînă în 1945 teritoriul Voievodatului Opole a făcut parte din Germania, fiind divizat între provinciile Silezia Superioară și Silezia Inferioară. Are o suprafață de 9,4 mii km² și 1 060 000 locuitori, dintre care 67 % polonezi și 33% germani (70% din germanii care au mai rămas în Polonia sînt concentrați în Voievodatul Opole). Centrul administrativ al voievodatului se află în orașul Opole. Alte orașe importante sînt Brzeg și Nysa.  

## Districte
Din punct de vedere administrativ, voievodatul Opole se divide la rândul său în 12 districte (11 rurale și 1 urban), denumite local powiat. Fiecare district este împărțit în comune (denumite local gmina), numărul total de comune din voievodat fiind de 72. 